# 布爾諾郊縣

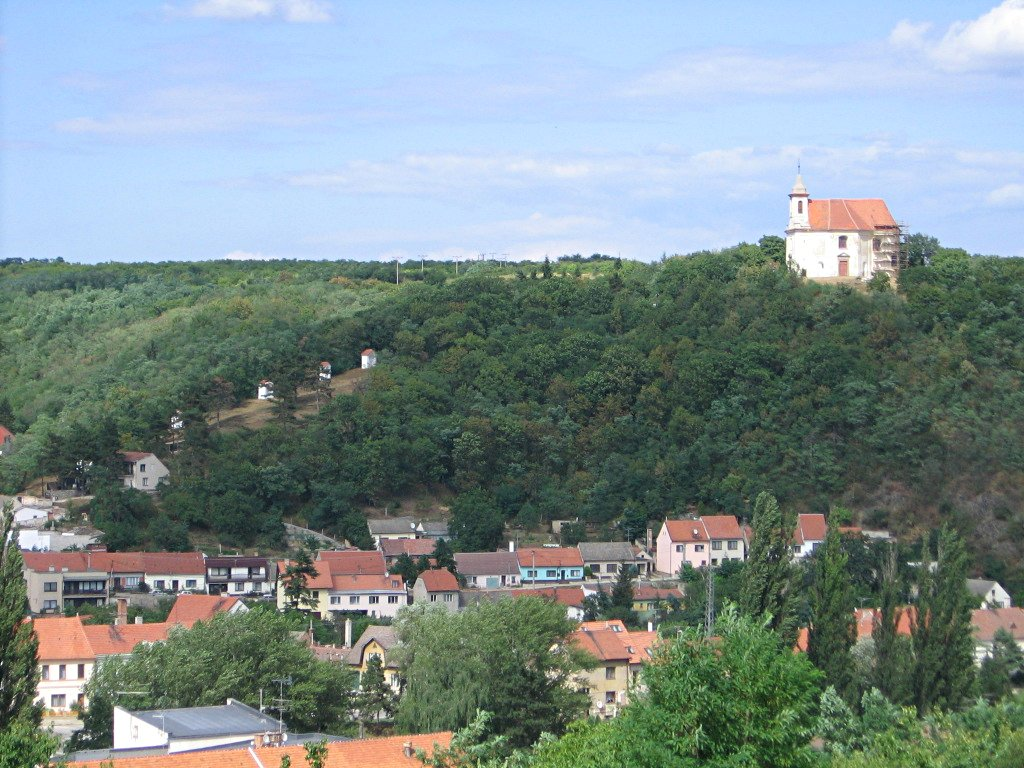

49°11′28″N 16°36′42″E / 49.19111°N 16.61167°E
布爾諾郊縣（捷克語：Okres Brno-venkov），是捷克的縣份，位於該國東南部，由南摩拉維亞州負責管轄，首府設於布爾諾，面積1,499平方公里，2007年人口189,223，人口密度每平方公里126人。